# Maurice Gibson
 (septembre 2017).
Si vous disposez d'ouvrages ou d'articles de référence ou si vous connaissez des sites web de qualité traitant du thème abordé ici, merci de compléter l'article en donnant les références utiles à sa vérifiabilité et en les liant à la section « Notes et références ».
Pour les articles homonymes, voir Gibson.
Maurice Gibson, né le 1er mai 1913 à Belfast et mort le 27 avril 1987 à Killean (en), est un juge britannique en Irlande du Nord. Juge de la Haute Cour de 1968 à 1975, il entre à la Cour d'appel d'Angleterre et du Pays de Galles en 1975. Il meurt en 1987 dans un attentat à la voiture piégée de l'Armée républicaine irlandaise provisoire.